# Галіл ACE
Galil ACE — ізраїльське сімейство автоматичної зброї, подальший розвиток автомата Галіл.
Сімейство складається з автоматів ACE 2x (калібр 5,56 мм) та 3x (калібр 7,62 мм), а також автоматичних гвинтівок 5x (калібр 7,62 мм), які, у свою чергу, підрозділяються на варіанти, що відрізняються довжиною ствола. Випускається в Ізраїлі для продажу на експорт.

## Опис
Зміни щодо Galil були спрямовані на поліпшення ергономіки зброї: ручка затвора була перенесена на ліву сторону, щоб стрілець-правша міг пересмикнути затвор, не знімаючи правої руки з пістолетного руків'я; з'явилися затворна затримка і інтегральні напрямні типу Picatinny rail, а приклад був замінений на телескопічний (сімейство ACE 5x оснащено прикладами з гумовим потиличником). На всі варіанти крім ACE 21 і ACE 31 можлива установка багнет-ножа.

## Країни-експлуатанти
- Колумбія: виготовляється за ліцензією фірмою Indumil. Є стандартною зброєю армії та поліції[1]
- Чилі: стандартна армійська зброя
- Гаїті: використовується поліцією
- Мексика: використовується федеральною поліцією
- Перу
- Гватемала: для потреб поліції закуплено 3000 автоматів Model 31[2]
- Сальвадор
- Гондурас — Model 21 використовується в армії та ВПС
- Південний Судан
- В'єтнам: ACE 31 та 32 виготовляються за ліцензією для заміни АК-47 у армії[3].
- Україна: виготовляється за ліцензією НВО «Форт» як «Форт-227», «Форт-228» та «Форт-229». «Форт-227» і «Форт-228» використовують поширені типи боєприпасів 5,56×45 мм НАТО та 7,62×39 мм відповідно. Штурмова гвинтівка «Форт-229» використовує боєприпаси 7,62×51 мм НАТО. На озброєнні з серпня 2014.